# 北海道恵庭南高等学校
北海道恵庭南高等学校（ほっかいどう えにわみなみこうとうがっこう、Hokkaido Eniwa Minami High School）は、北海道恵庭市白樺町4丁目に所在する道立高等学校。通称は「恵南」（けいなん）。

## 概要
北海道の高等学校で私立と公立を含めて唯一の普通科と体育科を併設している学校。学校の北東側には野球場・陸上競技場などがある自然の森林が広がる恵庭公園や冬にスケートができる恵庭市民スケート場があり、南東側には陸上自衛隊南恵庭駐屯地が広がり、北西側には住宅地と少し離れたところに一級河川の漁川がある。
受賞
- 教育長表彰 - 1981年に北海道体力つくり優良学校として受賞[3]
- 文部科学大臣賞 - 2008年に全国学校体育研究最優秀校として受賞[3]

校歌
- 作詞 黒木一夫[1]
- 補筆 金田一昌三[1]
- 作曲 池内友次郎[1]

## 沿革
1951年に恵庭町立北海道恵庭高等学校（現北海道恵庭北高等学校）の漁分校を定時制の学校として設置が許可され、6月28日に恵庭中学校を借りて、開校式と第1回入学式（1学年11名、2学年12名）が開かれる。1961年に恵庭町立北海道恵庭高等学校から全日制課程を持たない定時制課程だけの恵庭町立北海道恵庭南高等学校として独立となった。1962年に新校舎が完成した桜町に移転する。1964年に町立から道立に移管され、6月17日に道立移管記念式典が行われた。1969年に普通科の他に新たに全日制課程の体育科が恵庭南高等学校に設置された。1973年に新校舎が完成し現在地の白樺町に移転する。1976年に創立25周年と同時に白樺町に完成した新校舎の落成記念式典が行われた。1994年に3階建ての重層構造体育館（第3体育館）が完成した。

### 年表
- 1951年
  - 4月1日 - 恵庭高等学校漁分校として設置が許可[4]
  - 6月28日 - 恵庭中学校で開校式と入学式を実施[4]
- 1961年4月1日 - 恵庭高等学校（恵庭北高等学校に改称）から恵庭南高等学校として独立（定時制課程単置校）[4]
- 1962年6月3日 - 桜町に移転、全日制課程の設置を許可[4]
- 1964年
  - 3月31日 - 道立移管[3]
- 1968年11月16日 - 格技場完成[3]
- 1969年3月10日 - 全日制課程の体育科を設置[3]
- 1971年9月8日 - 新校舎工事、水泳プール完成[3]
- 1973年2月22日 - 現在地に移転[3]
- 1976年9月12日 - 創立25周年・新校舎落成記念式典を挙行[3]
- 1982年4月1日 - 寄宿舎開設[3]
- 1988年10月8日 - 校舎増改築[3]
- 1994年3月25日 - 重層構造体育館（第3体育館）完成[3]
- 1995年3月24日 - 寄宿舎（いつわ寮）が完成[3]
- 1996年3月28日 - 体育科教室棟完成、サッカー場完成[3]
- 2003年3月31日 - いつわ寮の女子棟増築[3]
- 2009年1月15日 - 校舎大規模改築工事・耐震補強工事完成、水泳プール改築工事完成[3]

## 施設
- いつわ寮 - 全道各地から生徒が来るため、男子棟と女子棟の寮がある[5]。
- 第一体育館 - バスケットボール、またはバレーボール専用[6]
- 第二体育館 - 体操・ボクシング専用[6]
- 第三体育館（重層構造体育館）
  - 3階 - 室内走路[6]
  - 2階 - アリーナ[6]
  - 1階 - トレーニング室、柔道場、剣道場[6]
- 水泳プール - 全長25m[6]
- 専用サッカー場
- 専用野球場 - 両翼 90m[6]
- 専用陸上競技場 - 400mトラック6レーン[6]
- 直走路3レーン - 130m オールウェザー[6]

## 教育課程
- 全日制課程
  - 普通科
  - 体育科
- 定時制課程
  - 普通科

## 学校行事
- 4月 - 着任式、前期始業式、入学式、新体力テスト（体育科）、公務員模試・道看模試・SPI2対策テスト（3年）
- 5月 - 全国センター模試（3年）、公務員・就職模試（3年）
- 6月 - 前期中間考査、高2看護模試（2年）、道看模試（3年）、公務員模試・SPI2対策テスト（3年）、宿泊研修（普通科1年）、開校記念日
- 7月 - キャンプ実習（体育科3年）、総合学力記述模試（3年）、恵南祭、公務員・就職模試（3年）、総合学力テスト（2年）、遠足（3年）、夏季休業
- 8月 - 看護模試（2年）、道看模試（3年）
- 9月 - 前期期末考査、公務員模試（2年）、ベネッセ・駿台マーク模試（3年）、高2公務員模試（2年）、道看模試（3年）、全国センター模試（3年）、マラソン大会、前期終業式、秋季休業
- 10月 - 後期始業式、芸術鑑賞、見学旅行（2年）、学力判定模試（1年）、ベネッセ・駿台マーク模試（3年）
- 11月 - 道看模試（3年）、総合学力テスト（1・2年）、高2公務員模試・高2看護模試、SPI基礎テスト（2年）、ベネッセ・駿台マーク模試（3年）、後期中間考査
- 12月 - 特別考査、体育大会、冬季休業
- 1月 - 高2公務員模試・高2就職模試（2年）、宿泊研修（体育科1年）、スキー実習（体育科2年）、後期期末考査（3年）、総合学力テスト（1・2年）
- 2月 - 特別考査（3年）、全国センター模試（1・2年）、看護模試（2年）、公務員・就職模試（2年）、高2看護模試・高2公務員模試・高2就職模試（2年）、高2全国センター模試（2年）、高1全国センター模試（1年）、追認考査（3年）、後期期末考査（1・2年）、特別考査
- 3月 - 卒業式、SPI基礎テスト（2年）、SP入門テスト（1年）、修了式・離任式、学年末休業、追認考査（1・2年）

## 部活動
体育科の生徒は所属できる部活動（新体操部、陸上競技部、硬式野球部、柔道部、剣道部、サッカー部、バスケットボール部、バレーボール部、クロスカントリースキー部）の9種目に限られ、どれかに所属していないといけない。

### 体育系
全国大会の成績だけ掲載しています。
- 硬式テニス部
- バドミントン部
- 空手道部
- ボクシング部
  - 国民体育大会
    - ウェルター級 優勝[8]
    - ライトウェルター級 準優勝[8]
    - ライト級  準優勝[8]

  - 全国高校総体
    - ウェルター級 優勝[8]

  - 全国高校選抜
    - ウェルター級 優勝[8]
    - ライトウェルター級 優勝[8]

体育科専攻
- 男子新体操部
  - 全国高校選抜 優勝[9]
- 陸上競技部
  - 都道府県駅伝 北海道代表 個人出場（男子5回、女子1回）[10]
- 硬式野球部
- 柔道部
  - 国民体育大会
    - 少年女子 52㎏級 出場[11]

  - 高体連高校柔道大会
    - 男子個人戦 66kg級 出場[11]
    - 女子個人戦（52kg級、48kg級） 出場[11]

  - 全日本ジュニア柔道大会
    - 女子個人戦 52kg級 出場2回[11]

  - 全国高校柔道選手権
    - 男子個人戦（81kg級、73kg級、66kg級） 出場[11]
    - 女子個人戦（57kg級、48kg級） 出場[11]
- 剣道部
  - 国民体育大会
    - 北海道代表 団体出場（男子3回、女子2回）[12]
    - 北海道代表 男子個人出場4回[12]

  - 全国高校総体
    - 男子団体出場[12]
    - 男子個人出場[12]

  - 全国高校選抜
    - 女子団体出場 公立高校初[12]
- 男子サッカー部
- 男女バスケットボール部
  - インターハイ 出場 男子2回[13]
  - ウインターカップ 出場 男子1回[13]
- 男女バレーボール部
  - 全日本バレーボール高等学校選手権大会 出場 男子1回[14]
- クロスカントリースキー部
  - 全国高校総体 女子リレー 優勝[15]

### 文化系
- 書道部
- 美術部
- ボランティア部
- 写真部
- 茶道部
- 演劇部
- 吹奏楽部

同好会
- 漫画研究同好会

### 外局
- 放送局
- 図書局

## アクセス
鉄道
- JR千歳線恵庭駅西口より徒歩約28分[注 1][16]

バス
- えにわコミュニティバス（ecoバス）- 循環Aコース『恵庭南高校・川沿大通 方面』行に乗車[17]、または循環Bコース『川沿大通・南高校 方面』行に乗車し[18]、バス停留所『恵庭南高校前』下車、徒歩約2分[19]

## 著名な出身者
- 紙智子 - 日本共産党参議院議員
- 中島興世 - 元恵庭市長
- 高野慶治 - 元プロバスケットボール選手
- 田原隆徳 - プロバスケットボール選手
- 松橋拓二 - 元プロボクサー

1996年にウェルター級でひろしま国体・全国高校選抜・全国高校総体と合わせて高校三冠を達成した。
- 大垣崇 - 元陸上競技選手（砲丸投）
- 印東玄弥 - バレーボール指導者
- 藤本貢壽 - 元サッカー選手
- ひかぷぅ - タレント、モデル
- 琥南鳳慶 - 元プロ雀士、イラストレーター